# Lars Arendt-Nielsen
 Lars Arendt-Nielsen  (født 5. juni 1958 i Langeskov) er en dansk professor ved Aalborg Universitet med speciale i smerteforskning.

## Uddannelse
Lars Arendt-Nielsen blev i 1982 kandidat i Biomedical Sciences and Technology, hvorefter han studerede to år ved University College London. I 1987 opnåede han ph.d.-graden i medicinsk teknologi fra Aalborg Universitet, og i 1994 blev han dr.med. fra Aarhus Universitet.

## Karriere
Lars Arendt-Nielsens videnskabelige orientering mod smerteforskningen skete efter inspiration fra den engelske smerteforsker Patrick David Wall (25. april 1925 – 8. august 2001), der underviste Lars Arendt-Nielsen under hans ophold ved University College i London i perioden 1983-1984. Wall gjorde ihærdigt sine studerende opmærksomme på den manglende forskning i smerter, og det var den opfordring Lars Arendt-Nielsen tog op i sin akademiske karriere.
I 1993 blev Lars Arendt-Nielsen professor i medico-teknik ved Aalborg Universitet, hvor han var med til at grundlægge Center for Sensory-Motor Interaction (SMI). Det er herfra, at hans forskning har udviklet sig med fokus på områder inden for smerteforskning. Forskningsarbejdet hos SMI har blandt andet udmøntet sig i en ny målemetode, som gør det muligt at måle, hvor ondt smerter gør på den enkelte person.
Lars Arendt-Nielsens mangeårige forskning på smerteområdet har resulteret i adskillige videnskabelige artikler i internationale tidsskrifter samt en status af æresprofessor ved en lang række internationale universiteter. Arendt-Nielsen blev i 2016 desuden president-elect for den internationale smerteorganisation IASP (International Association for the Study af Pain). Lars Arendt-Nielsen er herefter fra oktober 2018 til oktober 2020 præsident for IASP.

## Hæder
- 2007: Ridder af Dannebrog[10]
- 2015: Dansk Magisterforenings forskningspris for Naturvidenskab og Teknik[11]
- 2016: Dronning Ingrids forskerpris[12]
- 2016: Den Nordjyske Ledelsespris[13]